# Cape Voltaire
Cape Voltaire är en udde i Australien. Den ligger i delstaten Western Australia, omkring 2 200 kilometer nordost om delstatshuvudstaden Perth.
Trakten runt Cape Voltaire är nära nog obefolkad, med mindre än två invånare per kvadratkilometer.. Det finns inga samhällen i närheten. 
Trakten runt Cape Voltaire består i huvudsak av gräsmarker. Savannklimat råder i trakten. Genomsnittlig årsnederbörd är 1 768 millimeter. Den regnigaste månaden är februari, med i genomsnitt 452 mm nederbörd, och den torraste är juni, med 1 mm nederbörd.